# 24-Stunden-Rennen von Spa-Francorchamps 2017

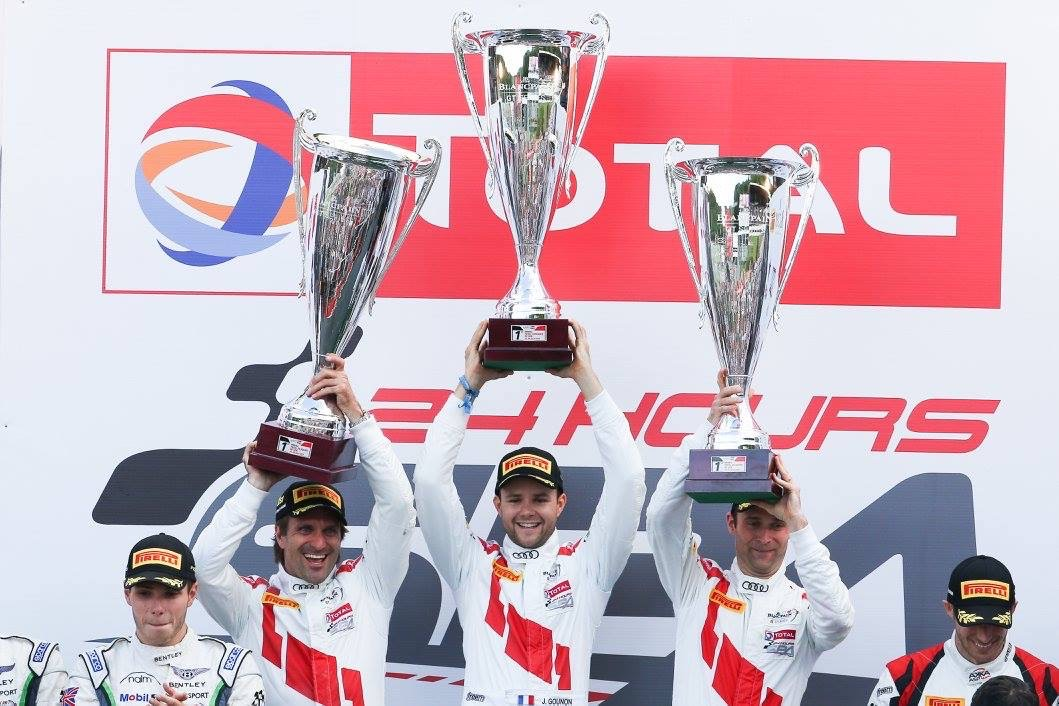
Die Rennsieger Markus Winkelhock, Jules Gounon und Christopher Haase

Das 69. 24-Stunden-Rennen von Spa-Francorchamps, auch 24 Hours of Spa, fand am 29. und 30. Juli 2017 auf dem Circuit de Spa-Francorchamps statt und war der vierte Wertungslauf der Blancpain GT Series dieses Jahres.

## Das Rennen
2017 endete das 24-Stunden-Rennen auf der Rennbahn von Spa-Franchorchamps mit einem Audi-Sieg. Christopher Haase, Jules Gounon und Markus Winkelhock siegten im vom französischen Audi Sport Team Saintéloc gemeldeten Audi R8 LMS mit dem Vorsprung von 12 Sekunden auf den Bentley Continental GT3 von Maxime Soulet, Vincent Abril und Andy Souček. Als Gesamtdritte kamen Edoardo Mortara, Michael Meadows und Raffaele Marciello Mercedes-AMG GT3 ins Ziel. Ihr Rückstand auf das siegreiche Audi-Trio betrug 58 Sekunden.

## Ergebnisse

### Schlussklassement
| 1           | Pro-Cup        | 25  | Audi Sport Team Saintéloc        | Christopher Haase Jules Gounon Markus Winkelhock                                    | Audi R8 LMS                  | 546 |
| 2           | Pro-Cup        | 8   | Bentley Team M-Sport             | Maxime Soulet Vincent Abril Andy Souček                                             | Bentley Continental GT3      | 546 |
| 3           | Pro-Cup        | 90  | AKKA ASP Team                    | Edoardo Mortara Michael Meadows Raffaele Marciello                                  | Mercedes-AMG GT3             | 546 |
| 4           | Pro-Cup        | 117 | KÜS Team75 Bernhard              | Kévin Estre Michael Christensen Laurens Vanthoor                                    | Porsche 911 GT3 R (991)      | 546 |
| 5           | Pro-Cup        | 2   | Belgian Audi Club Team WRT       | Connor De Phillippi Christopher Mies Frédéric Vervisch                              | Audi R8 LMS                  | 546 |
| 6           | Pro-Cup        | 1   | Belgian Audi Club Team WRT       | Antonio García Nico Müller René Rast                                                | Audi R8 LMS                  | 546 |
| 7           | Pro-Cup        | 85  | HTP Motorsport                   | Edward Sandström Fabian Schiller Dominik Baumann                                    | Mercedes-AMG GT3             | 545 |
| 8           | Pro-Cup        | 4   | Mercedes-AMG Team Black Falcon   | Luca Stolz Adam Christodoulou Yelmer Buurman                                        | Mercedes-AMG GT3             | 545 |
| 9           | Pro-Cup        | 76  | Audi Sport Team ISR              | Pierre Kaffer Frank Stippler Kelvin van der Linde                                   | Audi R8 LMS                  | 543 |
| 10          | Pro-Cup        | 98  | Rowe Racing                      | Tom Blomqvist Nicky Catsburg Bruno Spengler                                         | BMW M6 GT3                   | 542 |
| 11          | Pro-Cup        | 5   | Belgian Audi Club Team WRT       | Marcel Fässler André Lotterer Dries Vanthoor                                        | Audi R8 LMS                  | 541 |
| 12          | Pro-AM-Cup     | 16  | Mercedes-AMG Team Black Falcon   | Oliver Morley Miguel Toril Marvin Kirchhöfer Maximilian Götz                        | Mercedes-AMG GT3             | 540 |
| 13          | Pro-Cup        | 23  | Motul Team RJN Nissan            | Lucas Ordoñez Alex Buncombe Katsumasa Chiyo                                         | Nissan GT-R NISMO GT3        | 539 |
| 14          | Pro-Cup        | 7   | Bentley Team M-Sport             | Guy Smith Oliver Jarvis Steven Kane                                                 | Bentley Continental GT3      | 539 |
| 15          | Pro-AM-Cup     | 97  | Oman Racing Team with TF Sport   | Ahmad Al Harthy Salih Yoluç Jonny Adam Euan Hankey                                  | Aston Martin V12 Vantage GT3 | 539 |
| 16          | Pro-Cup        | 12  | Ombra Racing                     | Michele Beretta Stefano Gattuso Andrea Piccini                                      | Lamborghini Huracán GT3      | 538 |
| 17          | Pro-AM-Cup     | 961 | AF Corse                         | Alex Demerdjian Nicolas Minassian Davide Rizzo Toni Vilander                        | Ferrari 488 GT3              | 538 |
| 18          | Pro-Cup        | 19  | GRT Grasser Racing Team          | Rolf Ineichen Raffaele Giammaria Ezequiel Pérez Companc                             | Lamborghini Huracán GT3      | 537 |
| 19          | Pro-AM-Cup     | 51  | AF Corse                         | Motoaki Ishikawa Lorenzo Bontempelli Olivier Beretta Francesco Castellacci          | Ferrari 488 GT3              | 536 |
| 20          | Pro-AM-Cup     | 35  | Walkenhorst Motorsport           | Markus Palttala Christian Krognes Nico Menzel Matias Henkola                        | BMW M6 GT3                   | 536 |
| 21          | Pro-Cup        | 27  | Orange 1 Team Lazarus            | Luca Filippi Nicolas Pohler Fabrizio Crestani                                       | Lamborghini Huracán GT3      | 534 |
| 22          | AM-Cup         | 888 | Kessel Racing                    | Marco Zanuttini Jacques Duyver David Perel Nicola Cadei                             | Ferrari 488 GT3              | 532 |
| 23          | Pro-AM-Cup     | 52  | AF Corse                         | Duncan Cameron Matt Griffin Aaron Scott Riccardo Ragazzi                            | Ferrari 488 GT3              | 531 |
| 24          | Pro-Cup        | 72  | SMP Racing                       | Victor Shaytar Davide Rigon Miguel Molina                                           | Ferrari 488 GT3              | 529 |
| 25          | AM-Cup         | 488 | Rinaldi Racing                   | Pierre Ehret Rino Mastronardi Patrick Van Glabeke Gabriele Lancieri                 | Ferrari 488 GT3              | 528 |
| 26          | AM-Cup         | 36  | Walkenhorst Motorsport           | David Schiwietz Stef Van Campenhoudt Henry Walkenhorst Ralf Oeverhaus               | BMW M6 GT3                   | 527 |
| 27          | AM-Cup         | 26  | Saintéloc Racing                 | Christian Kelders Marc Rostan Fred Bouvy                                            | Audi R8 LMS                  | 524 |
| 28          | AM-Cup         | 777 | Team HB Racing                   | Bernard Delhez Gilles Vannelet Mike Stursberg Christopher Zanella                   | Lamborghini Huracán GT3      | 522 |
| 29          | Pro-AM-Cup     | 912 | Herberth Motorsport              | Daniel Allemann Ralf Bohn Sven Müller Mathieu Jaminet                               | Porsche 911 GT3 R (991)      | 517 |
| 30          | Pro-Cup        | 22  | Motul Team RJN Nissan            | Matt Simmons Struan Moore Matthew Parry                                             | Nissan GT-R NISMO GT3        | 514 |
| 31          | AM-Cup         | 67  | Attempto Racing                  | Giorgio Maggi Jürgen Krebs Clément Mateu Sarah Bovy                                 | Lamborghini Huracán GT3      | 511 |
| 32          | AM-Cup         | 188 | Garage 59                        | Alexander West Chris Goodwin Chris Harris Bradley Ellis                             | McLaren 650S GT3             | 501 |
| 33          | Pro-Cup        | 99  | Rowe Racing                      | Philipp Eng Maxime Martin Alexander Sims                                            | BMW M6 GT3                   | 498 |
| 34          | Group National | 991 | Speedlover                       | Pierre-Yves Paque Grégory Paisse Thierry de Latre du Bosqueau Louis-Philippe Soenen | Porsche 911 GT3 Cup (991 II) | 476 |
| 35          | Pro-Cup        | 66  | Attempto Racing                  | Mikaël Grenier Max van Splunteren Jaap van Lagen                                    | Lamborghini Huracán GT3      | 416 |
| Ausgefallen |                |     |                                  |                                                                                     |                              |     |
| 36          | Pro-Cup        | 9   | Bentley Team ABT                 | Christer Jöns Jordan Pepper Nico Verdonck                                           | Bentley Continental GT3      | 379 |
| 37          | Pro-Cup        | 63  | GRT Grasser Racing Team          | Mirko Bortolotti Christian Engelhart Andrea Caldarelli                              | Lamborghini Huracán GT3      | 356 |
| 38          | Pro-Cup        | 55  | Kaspersky Motorsport             | Giancarlo Fisichella Marco Cioci James Calado                                       | Ferrari 488 GT3              | 299 |
| 39          | Pro-AM-Cup     | 11  | Kessel Racing                    | Michael Broniszewski Andrea Rizzoli Matteo Cressoni Giacomo Piccini                 | Ferrari 488 GT3              | 288 |
| 40          | Pro-AM-Cup     | 77  | Barwell Motorsport               | Adrian Amstutz Martin Kodrić Patrick Kujala Oliver Gavin                            | Lamborghini Huracán GT3      | 282 |
| 41          | Pro-AM-Cup     | 53  | Spirit of Race                   | Niek Hommerson Louis Machiels Andrea Bertolini Rory Butcher                         | Ferrari 488 GT3              | 242 |
| 42          | Pro-AM-Cup     | 3   | Team WRT                         | Josh Caygill Nikolaus Mayr-Melnhof Jon Venter Richard Lyons                         | Audi R8 LMS                  | 233 |
| 43          | Pro-Cup        | 00  | Good Smile Racing & Team UKYO    | Nobuteru Taniguchi Tatsuya Kataoka Kamui Kobayashi                                  | Mercedes-AMG GT3             | 230 |
| 44          | Pro-Cup        | 43  | Strakka Racing                   | David Fumanelli Jonny Kane Sam Tordoff                                              | McLaren 650S GT3             | 230 |
| 45          | Pro-AM-Cup     | 18  | Team Black Falcon                | Abdulaziz Al Faisal Hubert Haupt Gabriele Piana Renger van der Zande                | Mercedes-AMG GT3             | 228 |
| 46          | Pro-Cup        | 88  | AKKA ASP Team                    | Felix Serralles Daniel Juncadella Tristan Vautier                                   | Mercedes-AMG GT3             | 209 |
| 47          | Pro-AM-Cup     | 15  | Team Black Falcon                | Dore Chaponik Brett Sandberg Scott Heckert Jeroen Bleekemolen                       | Mercedes-AMG GT3             | 209 |
| 48          | Pro-AM-Cup     | 42  | Strakka Racing                   | Craig Fleming Nick Leventis Lewis Williamson Oliver Webb                            | McLaren 650S GT3             | 204 |
| 49          | Pro-AM-Cup     | 78  | Barwell Motorsport               | Leo Machitski Miguel Ramos Richard Abra Phil Keen                                   | Lamborghini Huracán GT3      | 198 |
| 50          | Pro-AM-Cup     | 89  | AKKA ASP Team                    | Daniele Perfetti Alex Fontana Ludovic Badey Nico Bastian                            | Mercedes-AMG GT3             | 176 |
| 51          | Pro-Cup        | 48  | Mann-Filter Team HTP Motorsport  | Indy Dontje Patrick Assenheimer Kenneth Heyer                                       | Mercedes-AMG GT3             | 152 |
| 52          | Pro-Cup        | 84  | Mercedes-AMG Team HTP Motorsport | Jimmy Eriksson Maximilian Buhk Franck Perera                                        | Mercedes-AMG GT3             | 142 |
| 53          | Group National | 56  | RMS                              | Howard Blank Yannick Mallegol Fabrice Notari Frank Mechaly                          | Porsche 911 GT3 Cup (991 II) | 142 |
| 54          | Pro-AM-Cup     | 911 | Herberth Motorsport              | Jürgen Häring Alfred Renauer Robert Renauer Marc Lieb                               | Porsche 911 GT3 R (991)      | 139 |
| 55          | Pro-Cup        | 14  | Emil Frey Jaguar Racing          | Lorenz Frey Stéphane Ortelli Albert Costa                                           | Emil Frey Jaguar G3          | 131 |
| 56          | Pro-AM-Cup     | 333 | Rinaldi Racing                   | Alexander Mattschull Rinat Salikhov Matteo Malucelli Norbert Siedler                | Ferrari 488 GT3              | 105 |
| 57          | Pro-Cup        | 6   | Team WRT                         | Stéphane Richelmi Nathanaël Berthon Benoît Tréluyer                                 | Audi R8 LMS                  | 103 |
| 58          | Pro-Cup        | 59  | Strakka Racing                   | Jazeman Jaafar Pieter Schothorst Andrew Watson                                      | McLaren 650S GT3             | 96  |
| 59          | Pro-Cup        | 75  | Team ISR                         | Filipe Albuquerque Clemens Schmid Filip Salaquarda                                  | Audi R8 LMS                  | 95  |
| 60          | Pro-Cup        | 58  | Strakka Racing                   | Ben Barnicoat Rob Bell Côme Ledogar                                                 | McLaren 650S GT3             | 74  |
| 61          | Pro-Cup        | 114 | Emil Frey Jaguar Racing          | Marco Seefried Jonathan Hirschi Christian Klien                                     | Emil Frey Jaguar G3          | 69  |
| 62          | Pro-Cup        | 17  | Team WRT                         | Stuart Leonard Jake Dennis Jamie Green                                              | Audi R8 LMS                  | 53  |
| 63          | Pro-Cup        | 50  | AF Corse                         | Pasin Lathouras Michele Rugolo Alessandro Pier Guidi                                | Ferrari 488 GT3              | 44  |

### Nur in der Meldeliste
Zu diesem Rennen sind keine weiteren Meldungen bekannt.

### Klassensieger
| Klasse         | Fahrer            | Fahrer         | Fahrer                       | Fahrer                | Fahrzeug                     | Platzierung im Gesamtklassement |
| -------------- | ----------------- | -------------- | ---------------------------- | --------------------- | ---------------------------- | ------------------------------- |
| Pro-Cup        | Christopher Haase | Jules Gounon   | Markus Winkelhock            |                       | Audi R8 LMS                  | Gesamtsieg                      |
| Pro-Am-Cup     | Oliver Morley     | Miguel Toril   | Marvin Kirchhöfer            | Maximilian Götz       | Mercedes-AMG GT3             | Rang 12                         |
| Am-Cup         | Marco Zanuttini   | Jacques Duyver | David Perel                  | Nicola Cadei          | Ferrari 488 GT3              | Rang 22                         |
| Group National | Pierre-Yves Paque | Grégory Paisse | Thierry de Latre du Bosqueau | Louis-Philippe Soenen | Porsche 911 GT3 Cup (991 II) | Rang 34                         |

### Renndaten
- Gemeldet: 63
- Gestartet: 63
- Gewertet: 35
- Rennklassen: 4
- Zuschauer: unbekannt
- Wetter am Renntag: warm, leichter Regen um Mitternacht
- Streckenlänge: 7,004 km
- Fahrzeit des Siegerteams: 24:00:51,980 Stunden
- Gesamtrunden des Siegerteams: 546
- Gesamtdistanz des Siegerteams: 3824,184 km
- Siegerschnitt: 159,200 km/h
- Pole Position: Giancarlo Fisichella – Ferrari 488 GT3 (#55) – 2:17,930 = 183,500 km/h
- Schnellste Rennrunde: Markus Winkelhock – Audi R8 LMS (#25) – 2:19,756 = 180,400 km/h
- Rennserie: 4. Lauf zur Blancpain GT Series 2017